# 寿原九郎
寿原 九郎（すはら くろう、1901年（明治34年）3月23日 - 1983年（昭和58年）5月21日）は、日本の実業家、銀行家。寿原産業、北洋相互銀行（現在の北洋銀行）社長を務めた。

## 経歴・人物
石川県出身。1924年に小樽高等商業学校を卒業。1925年に三井銀行に入行。
1947年に寿原産業社長に就任し、1957年から1971年まで北洋相互銀行社長を務めた。
1983年5月21日、心不全のために死去。82歳没。